# Tusk (película de 2014)
Tusk (titulada En un lugar de Canadá en Hispanoamérica) es una película de humor negro de 2014 escrita y dirigida por Kevin Smith, basada en una historia de SModcast. Está protagonizada por Michael Parks, Justin Long, Haley Joel Osment y Génesis Rodríguez.
Tuvo su estreno mundial en el Festival Internacional de Cine de Toronto, antes de ser estrenada el 19 de septiembre de 2014, por A24 Films.

## Argumento
Wallace Bryton y Teddy Craft son dos amigos que presentan un pódcast llamado The Not-See Party, donde buscan y parodian videos virales. Wallace anuncia sus planes de volar a Canadá para entrevistar a “Kill Bill Kid”, un personaje de internet famoso por cortarse la pierna. En los flashbacks que vemos durante la película, se revela que Wallace era un humorista fracasado que se hizo popular con sus violentos podcasts, y que frecuentemente engañaba a su novia, Ally. Tras llegar a Manitoba, Wallace descubre que “Kill Bill Kid” se suicidó tiempo atrás.
Preocupado de que su viaje hasta Canadá haya sido en vano, Wallace decide permanecer un día más allí y encontrar otra persona a la que entrevistar. Encuentra un folleto de un desconocido ofreciendo una habitación en su casa gratuitamente con la promesa de escuchar una vida llena de historias. Así, Wallace va a la mansión de Howard Howe, un marino retirado en silla de ruedas. Howe le cuenta la historia de cómo una morsa, a la cual el marino llamó Mr. Tusk (Sr. Colmillo), le rescató después de un naufragio. Entonces Wallace pierde el conocimiento debido al secobarbital que Howe vierte en su taza de té.
A la mañana siguiente, Wallace despierta para descubrir que se encuentra maniatado en una silla de ruedas y su pierna izquierda amputada. Howard le cuenta que vio una Loxosceles reclusa caminar por su pantalón y que no tuvo más remedio que amputarle la pierna para salvarle la vida. Howard le revela entonces sus planes: planea meter a Wallace en un perfecto traje de morsa. Wallace trata de contactar con su amigo Teddy y con Ally, pero ninguno de ellos contesta al teléfono. Wallace envía a Ally una nota de voz en la que se disculpa por cómo la trató, acto seguido, Howard le golpea, dejándolo inconsciente.
Conscientes de que Wallace se encuentra en peligro, Ally y Teddy vuelan a Canadá para buscarle. Mientras, en la mansión, Howard continúa mutilando a Wallace, al cual le confiesa su historia: siendo huérfano, fue abusado sexualmente durante años por miembros del clero que lo acogían, como resultado desarrolló aversión hacia las personas. Cose a Wallace a un disfraz de morsa hecho de piel humana cuyos colmillos son huesos de tibia de las piernas cortadas de Wallace.
Un detective local pone a Ally y Teddy en contacto con Guy LaPointe, un antiguo inspector que ha estado buscando a Howard Howe por años. LaPointe revela que Howard, apodado “La Primera Mujer”, ha estado secuestrando y asesinando gente durante años; LaPointe cree que Wallace puede seguir vivo, pero no como lo recuerdan. Finalmente encuentran la dirección de Howard gracias a dos dependientas de una tienda, las cuales fueron molestados por Wallace anteriormente.
A estas alturas, la mente de Wallace ha sido completamente destruida, y Howard le ha entrenado para pensar y comportarse como una morsa. Howard explica que su obsesión con las morsas viene de matar y comer a Mr. Tusk seis meses después de vivir en una isla, aunque un barco de rescate llegó poco después. Durante los últimos 15 años, ha intentado transformar sus víctimas en su amado salvador para revivir su último día y dar a Mr. Tusk otra oportunidad de supervivencia. Vestido en su piel, Howard se enfrenta en una pelea con Wallace que acaba con el primero atravesado por los colmillos de Wallace. Ally y Teddy acceden a la habitación mientras Wallace brama como una morsa, para su horror. Más tarde, LaPointe entra en la sala, y de mala gana apunta con una escopeta a Wallace.
Un año después, Wallace, que sigue cosido a la piel, vive en una reserva natural. Ally y Teddy le visitan y le alimentan. Ally recuerda una discusión que tuvo con Wallace el día antes de que este fuera a Canadá, sobre cómo llorar separa humanos de animales, porque llorar significa que tienes alma. Ally le dice a Wallace que le sigue amando antes de irse llorando. Lágrimas recorren la cara de Wallace mientras brama, dando a entender que quizás la parte humana de Wallace no se haya destruido completamente.

## Elenco
- Michael Parks como Howard Howe
  - Matthew Shively como joven Howard Howe
- Justin Long como Wallace Bryton
- Génesis Rodríguez[2] como Ally Leon
- Haley Joel Osment[2] como Teddy Craft
- Johnny Depp como Guy Lapointe
- Harley Morenstein como agente
- Ralph Garman como Detective Frank Garmin
- Jennifer Schwalbach Smith como mesera de Gimli Slider
- Harley Quinn Smith como Colleen McKenzie
- Lily-Rose Depp como Colleen Collette
- Ashley Greene como clienta de la tienda
- Doug Banks como Kill Bill Kid
- Zak Knutson como Ernest Hemingway (no acreditado)

## Producción
La idea de la película apareció durante la grabación de SHodcast. Smith contrató a Chris Parkinson como su productor en noviembre.

## Filmación
El rodaje comenzó el 4 de noviembre de 2013, y terminó el 22 de noviembre de 2013. La fecha de comienzo fue retrasada desde septiembre a octubre y luego a noviembre debido a que se trasladó el lugar de filmación de Canadá a Carolina del Norte.

## Estreno
La película tuvo su estreno el 6 de septiembre de 2014 en el Festival Internacional de Cine de Toronto. Tuvo su estreno en cines el 19 de septiembre de 2014.

### Taquilla
La película fue estrenada el 19 de septiembre de 2014, obteniendo solo $845,831 de más de 602 cines durante su primer fin de semana. Al final de su duración en los cines, el 13 de noviembre, la película había recaudado $1,826,705 en la taquilla doméstica y $21,612 en el exterior para un total de $1,848,317.

## Críticas
La película tuvo críticas mixtas. En Rotten Tomatoes, tiene un 39% basado en 107 críticas, con una puntuación de 5.4/10. En Metacritic, la película tiene un 55 sobre 100, basado en 33 críticas.